# زندان زینان
زندان زینان مربوط به سده‌های میانه دوران‌های تاریخی پس از اسلام است و در شهرستان دالاهو، بخش مرکزی، دهستان بان زرده، ۱۳۰ متری جنوب روستای شالان واقع شده و این اثر در تاریخ ۲۷ اسفند ۱۳۸۶ با شمارهٔ ثبت ۲۲۴۵۹ به‌عنوان یکی از آثار ملی ایران به ثبت رسیده است.